# Idée (fils de Dardanus)
Pour les articles homonymes, voir Idée (homonymie).
Idée, (en grec ancien : Ἰδαῖος ; en latin : Idæus) est un personnage de la mythologie grecque de Troade, fils de Dardanus et de Chrysé (de). Il introduisit en Phrygie les mystères de la Mère des Dieux (Cybèle), et donna son nom au mont Ida (ou Ide),.